# Tamara Drewe
Tamara Drewe (Brasil: O Retorno de Tamara ) é um filme de comédia produzido no Reino Unido e lançado em 2010.